# When Worlds Collide (canção)
"When Worlds Collide" (em português:  Quando os Mundos Colidem) é o primeiro single do álbum Tonight the Stars Revolt!, lançado pela banda de metal alternativo Powerman 5000 em 1999. É a canção assinatura da banda alem de ser uma das canções mais conhecidas, e foi usada em jogos como Tony Hawk's Pro Skater 2, Devil May Cry 3: Dante's Awakening e WWE Smackdown! vs. Raw, Little Nicky e "The Best Damn Beat Downs 2" do programa esportivo The Best Damn Sports Show Period. Spider afirmou que a canção é sobre classes sociais.

## Faixas
CD
| N.º | Título                | Duração |  |
| 1.  | "When Worlds Collide" | 2:57    |  |

Fita cassete
| N.º | Título                | Duração |  |
| 1.  | "When Worlds Collide" |         |  |
| 2.  | "The Son of X-51"     |         |  |

## Posições nas paradas musicais
| Parada musical (1999)                       | Melhor posição |
| ------------------------------------------- | -------------- |
| Estados Unidos - Alternative Songs          | 18             |
| Estados Unidos - Hot Mainstream Rock Tracks | 16             |